# Путкинская ГЭС
Путкинская гидроэлектроста́нция — ГЭС на реке Кемь в Карелии. Входит в Кемский каскад ГЭС.

## Общие сведения
Строительство ГЭС началось в 1963 г, закончилось в 1967 г. Первый гидроагрегат был пущен 28 марта 1967 г. ГЭС построена по деривационной схеме.
Состав сооружений ГЭС:
- водосливная бетонная плотина длиной 27 м;
- земляная плотина длиной 227 м и наибольшей высотой 17,5 м;
- лесосплавной лоток (заглушен);
- подводящий канал длиной 1451 м;
- отводящий канал длиной 171 м;
- здание ГЭС деривационного типа длиной 75,45 м.
- Напорная грунтовая дамба I длиной 232 м и наибольшей высотой 15,5 м.
- Напорная грунтовая дамба I I длиной 623 м и наибольшей высотой 13,5 м.
- Дамбы подводящего канала: правобережная длиной — 1535 м. и наибольшей высотой — 9,0 м. и левобережная диной — 1495 м. и наибольшей высотой 7,0 м. 
ОРУ-330: ОРУ-220; ОРУ-110

Мощность ГЭС — 84 МВт, среднегодовая выработка — 406,6 млн кВт·ч. В здании ГЭС установлено 3 поворотно-лопастных гидроагрегата мощностью по 28 МВт, работающих при расчётном напоре 20,1 м. Напорные сооружения ГЭС (длина напорного фронта 1,22 км) образуют Путкинское водохранилище. Площадь водохранилища 6,4 км², полная и полезная ёмкость 48,97 и 3,2 млн м³. При создании водохранилища было затоплено 61 га сельхозугодий, перенесено 53 строения.
ГЭС спроектирована институтом «Ленгидропроект».
Путкинская ГЭС входит в состав ПАО «ТГК-1».